# Ільїн Микола Якович (Герой Радянського Союзу)
Микола Якович Ільїн (25 червня 1922 — 4 серпня 1943, с. Ястребове, Курська область) — радянський снайпер, Герой Радянського Союзу, гвардії старшина, заступник політрука.

## Біографія
Микола Якович Ільїн народився 1922 року в селі Чорнухине Ворошилівського району Ворошиловградської області УРСР (нині — селище міського типу Перевальського району Луганської області) у сім'ї робітника.
Після закінчення середньої школи № 6 працював слюсарем у пункті контролю автогальм (АКП) вагонного депо « Дебальцеве-Сортувальна» Донецької області.
З початком Німецько-радянської війни, не чекаючи на призов, сам прийшов у військкомат. Був направлений у лютому 1942 року в діючу армію заступником політрука до 50-го гвардійського стрілецького полку (15-а гвардійська стрілецька дивізія, 57-а армія, Сталінградський фронт). Микола Ільїн став одним із ініціаторів снайперського руху на Сталінградському фронті.
16 жовтня 1942 року Миколі Ільїну вручили снайперську гвинтівку імені Героя Радянського Союзу Хусейна Андрухаєва, на прикладі якої командування 136-ї стрілецької дивізії Південного фронту, в пам'ять про героя прикріпило металеву платівку з написом «Імені Героя Радянського Союзу». На момент вручення гвинтівки гвардії старшині Миколі Яковичу Ільїну на його рахунку було вже 115 знищених фашистів. Після загибелі М. Ільїна гвинтівка № КЕ-1729, до якої прикріпили табличку з написом: «Імені Героїв Радянського Союзу X. Андрухаєва та М. Ільїна», була передана іншому снайперу — Гордієнку Афанасію Омеляновичу . Наразі ця гвинтівка зберігається в Центральному музеї Збройних Сил СРСР.
З 18 жовтня по 1 листопада 1942 року на ділянці сіл Дубовий Яр — Великі Чапурники за 11 днів снайперського полювання Ільїн знищив 95 ворожих солдатів. До лютого 1943 року Микола Ільїн застрелив 216 солдатів та офіцерів противника. Усього на рахунку Миколи Ільїна на момент загибелі було 494 ворога. За мужність та відвагу у боротьбі з німецькими окупантами Микола Ільїн був нагороджений орденом Червоного Прапора .
Президія Верховної Ради СРСР Указом від 8 лютого 1943 року за мужність і військову звитягу, виявлену в боях з ворогами, йому було присвоєно звання Героя Радянського Союзу з врученням ордена Леніна та медалі «Золота Зірка».
Після розгрому ворожого угрупування під Сталінградом 15-та гвардійська стрілецька дивізія, у якій служив Ільїн, з боями досягла річки Сіверський Донець і зайняла оборону.
4 серпня 1943 року в бою під селом Ястребове Микола Ільїн загинув, убитий кулеметною чергою.
Похований Микола Якович Ільїн у селі Микільське (Шебекинський район нині Білгородської області), де встановлено меморіальну дошку.

## Нагороди
- Указом Президія Верховної Ради СРСР від 8 лютого 1943 року за зразкове виконання бойових завдань командування на фронті боротьби з німецькими загарбниками, особистий героїзм і відвагу в боях при захисті Сталінграда Миколі Яковичу Ільїну було присвоєно звання Героя Радянського Союзу з врученням ордена Леніна та медалі «Золота Зірка» (№ 879).
- Орден Червоного Прапора — за мужність і відвагу у боротьбі з німецькими окупантами.

## Пам'ять

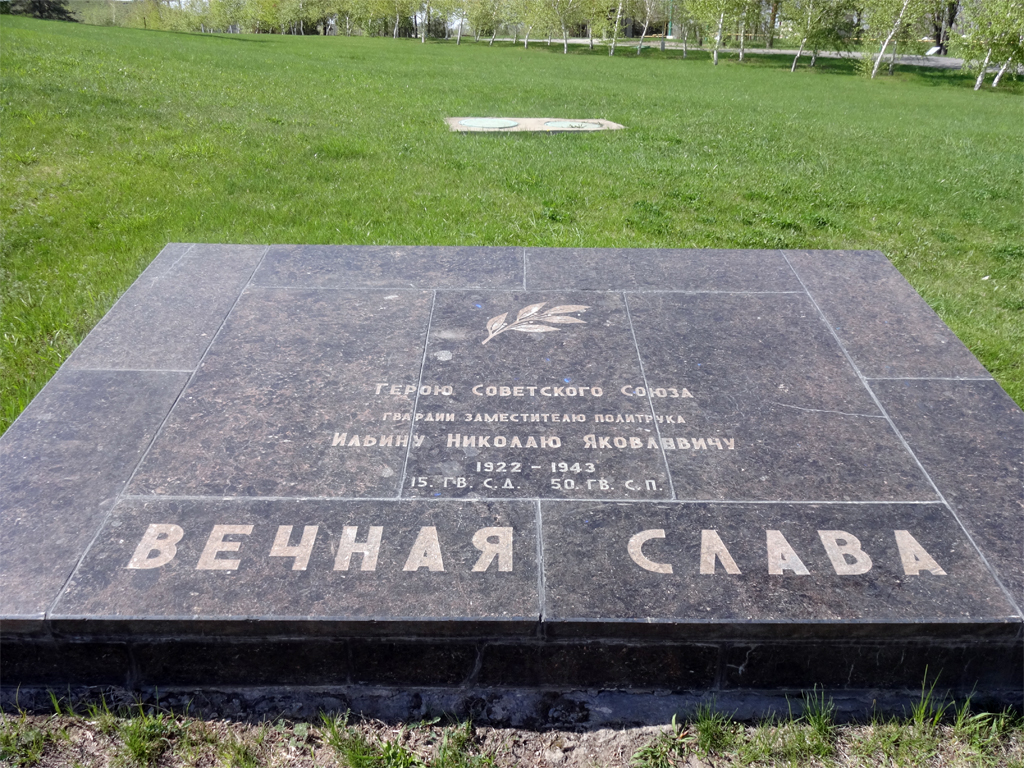
Меморіальна плита М. Я. Ільїна на Мамаєвому кургані у Волгограді.

- Ім'ям Миколи Ільїна названо вулицю у Волгограді.
- Іменем Миколи Ільїна названо вулицю в місті Володимир-Волинський.
- Іменем Миколи Ільїна названо вулицю та школу № 6 у місті Дебальцеве, де споруджено пам'ятник. На будівлі депо станції Дебальцеве-Сортувальна встановлена меморіальна дошка.
- Серед меморіальних плит Великої братської могили меморіального комплексу «Героям Сталінградської битви» є плита з ім'ям Миколи Яковича Ільїна[3].
- 16 квітня 1964 року Микола Якович Ільїн зарахований навічно до списків гвардійського мотострілецького полку.
- Іменна гвинтівка Ільїна зберігається в Центральному музеї Збройних Сил СРСР.
- У 1966 році було випущено поштову марку СРСР, присвячену Ільїну.